# Montlebon
Montlebon is een gemeente in het Franse departement Doubs (regio Bourgogne-Franche-Comté). De plaats maakt deel uit van het arrondissement Pontarlier. Montlebon telde op 1 januari 2022 2.227 inwoners.

## Geografie
De oppervlakte van Montlebon bedraagt 27,27 vierkante kilometer; de bevolkingsdichtheid is 78 inwoners per km² (per 1 januari 2019). De gemeente grenst in het oosten aan Zwitserland.
Het hoogste punt van Montlebon is de Meix Meusy (1286 m).
De onderstaande kaart toont de ligging van Montlebon met de belangrijkste infrastructuur en aangrenzende gemeenten.

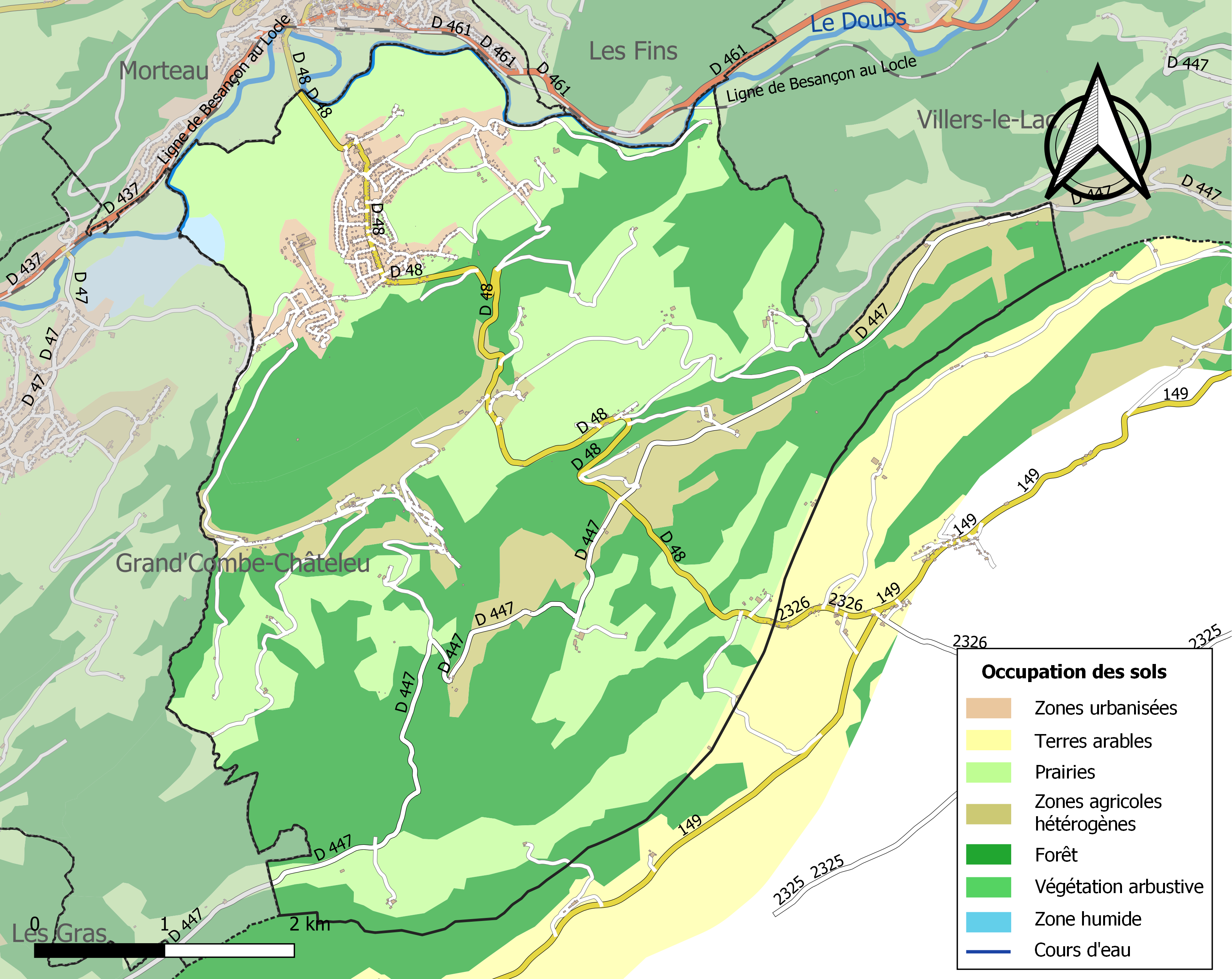

## Demografie
Onderstaande figuur toont het verloop van het inwonertal (bron: INSEE-tellingen).